# 185 до н. е.

## Події
- До влади в Понті приходить Фарнак I.

## Народились
- Андріск
- Квінт Фабій Максим Сервіліан
- Клеопатра ІІ
- Публій Корнелій Сципіон Еміліан Африканський Молодший